# Champa
Il regno del Champa (Chiêm Thành nelle fonti sino-vietnamite), del popolo Chăm, fiorì nell'attuale Vietnam centro-meridionale tra il VII ed il XV secolo ed ebbe il suo apogeo nel IX e X secolo.
Fu preceduto nella regione dal regno chiamato nelle fonti cinesi "Lin-yi" o "Lâm Âp", sorto nel 192. Declinò gradualmente sotto la costante pressione espansionistica del Dai Cô Viêt, che corrispondeva in origine all'attuale Vietnam settentrionale. Nel 1471 i vietnamiti saccheggiarono l'allora capitale del regno, Vijaya, mentre il principato meridionale di Panduranga divenne vassallo dell'impero vietnamita, fino alla sua annessione definitiva ad opera dell'imperatore Minh Mạng nel 1822-1832.

## Geografia storica
Tra il VII ed il XV secolo il regno del Champa comprendeva i territori delle moderne province vietnamite di Quảng Nam, Quảng Ngãi, Bình Định, Phú Yên, Khánh Hòa, Ninh Thuận e Bình Thuận.
Facevano parte del Champa anche le zone montuose a ovest della pianura costiera e in alcuni periodi arrivò a controllare zone dell'odierno Laos; la sua prosperità si basò essenzialmente sul commercio marittimo e i principali insediamenti si trovavano presso la costa.
Il regno del Champa non era uno stato centralizzato, ma una sorta di federazione di tre o quattro principati, o province, ciascuno dei quali prendeva il nome da una regione storica dell'India e godeva nel campo della politica interna di un'autonomia più o meno accentuata.
- Amaravati: vi si trovava la prima capitale del regno del Champa, Indrapura, oggi sito archeologico di Ðông Duong, nei pressi delle attuali città di Đà Nẵng e Huế e a poca distanza dalle rovine del santuario di Mỹ Sơn, nell'attuale provincia di Quảng Nam.
- Vijaya: il distretto prese il nome dall'omonima città, divenuta capitale del regno intorno all'anno 1000 (Cha Ban), a nord dell'attuale città di Quy Nhơn nella provincia di Bình Định.
- Panduranga: ebbe come capitale Virapura, chiamata anche Rajapura ("Città del re"), presso l'attuale città di Phan Rang, nell'attuale provincia di Ninh Thuận.
- Kauthara: in alcune epoche fu compreso nel principato di Panduranga, in altre invece era distaccato come la quarta grande divisione territoriale del regno, con capoluogo Yanpunagara, presso l'attuale città di Nha Trang nella provincia di Khánh Hòa.

## Storia
Le principali fonti sulla storia del regno del Champa sono i resti archeologici, in particolare le rovine di edifici costruiti in mattoni e le sculture in pietra, le iscrizioni su stele o superfici in pietra, in lingua chăm od in sanscrito, ed i resoconti degli storici od i documenti diplomatici vietnamiti e cinesi.
Inizialmente la cultura chăm fu strettamente legata alle tradizioni culturali e religiose della Cina. Nel IV secolo attraverso il regno cambogiano del Funan penetrò nel Champa la cultura indiana: venne adottato il sanscrito come lingua colta e l'Induismo, ed in particolare il culto di Śiva, che divenne religione di Stato.
A partire dal X secolo il commercio marittimo arabo nella regione introdusse crescenti influssi islamici. Anche i commerci con la Cambogia, nonostante le frequenti guerre, implicarono reciproci influssi e ci furono frequenti matrimoni tra le famiglie regnanti dei due Paesi. Il Champa infine intrattenne relazioni culturali e commerciali con il potente impero marittimo di Srivijaya, poi Majapahit dell'arcipelago Malese.

### Cultura di Sa Huynh
La popolazione del Champa discendeva da genti maleo-polinesiache che avevano raggiunto l'Asia sud-orientale dal Borneo, sviluppandovi la cultura di Sa Huynh tra il II ed il I secolo a.C.: la ceramica e gli usi funerari mostrano forti somiglianze con siti malesi come le Grotte di Niah a Sarawak. I siti della cultura di Sa Huynh sono ricchi di manufatti in ferro, a differenza di quelli della cultura Dong Son, sviluppatasi nel nord del Vietnam, e di altre culture dell'Asia sud-orientale, nelle quali predominano i manufatti in bronzo.

### Lin Yi

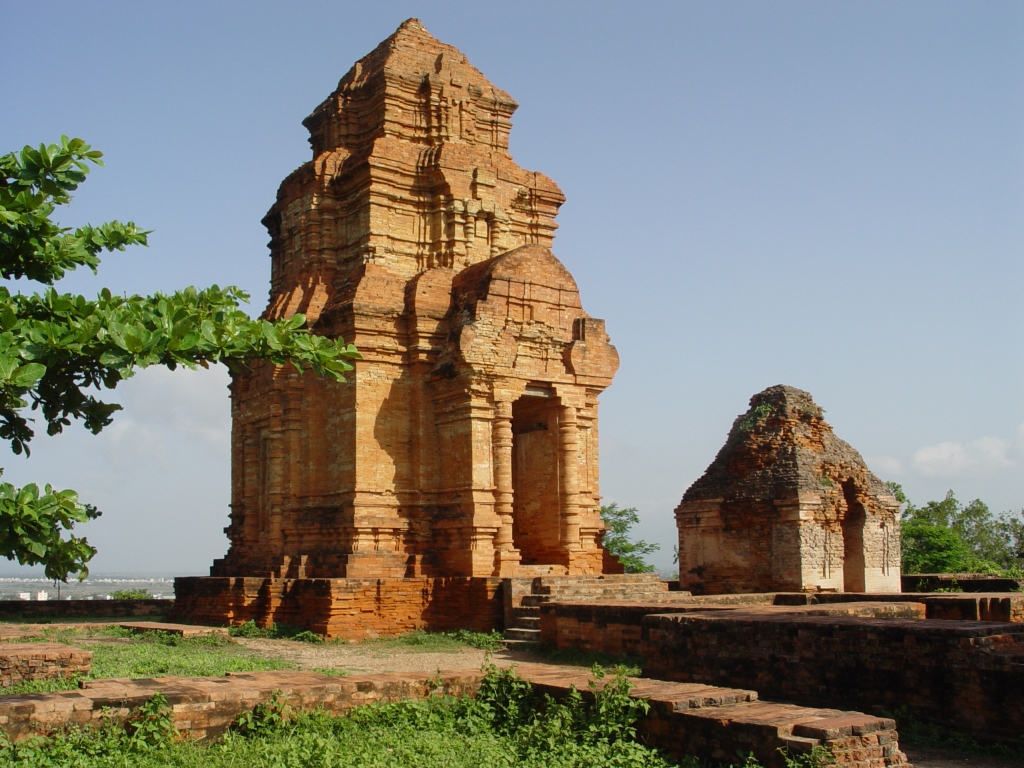
Le torri di Po Sa Nu (Pho Hai), presso Phan Thiết sono considerate i più antichi edifici chăm conservati. Mostrano nello stile influenze della Cambogia pre-Angkor.

Il territorio era conosciuto nelle fonti cinesi come "Lin Yi" o "Lâm Âp", uno stato fondato nel 192 nella regione dell'odierna Huế dal capo locale K'iu Lien, che si era ribellato al dominio cinese della dinastia Han. Nei secoli seguenti i Cinesi tentarono invano a più riprese di riconquistare la regione.
Attraverso il vicino regno di Funan ad ovest, il Lin Yi fu presto interessato dall'influsso della civiltà indiana. Nel IV secolo epoca in cui sono datate le prime iscrizioni in pietra, l'influenza indiana era ben stabilita e le iscrizioni sono redatte sia in lingua chăm che in sanscrito, per il quale venne creato un apposito sistema di trascrizione.
Il primo re ricordato nelle iscrizioni è Bhadravarman (349-361), che nel santuario di Mỹ Sơn stabilì il culto del dio "Bhadresvara", il cui nome era una combinazione del nome del re e di quello del dio Śiva. La capitale del regno ai tempi di Bhadravarman era la cittadella di Simhapura ("Città del Leone").
Dai resoconti cinesi sappiamo che il re Sambhuvarman (Fan Fan Tche) fu incoronato nel 529. Le iscrizioni gli attribuiscono la ricostruzione del tempio di Bhadresvara dopo un incendio. Il re inoltre inviò delegazioni e tributi in Cina e condusse un tentativo fallito di invasione del Vietnam settentrionale.
Nel 605 il generale Liu Fang della dinastia Sui invase il Lin Yi, vinse una battaglia spingendo gli elefanti da guerra del nemico in un'area in cui erano stati preparate delle trappole, conquistò la capitale e ne massacrò i difensori. Negli anni successivi i re di Lin Yi inviarono delegazioni alla corte della dinastia Tang, da poco stabilita, chiedendo di divenire loro vassalli.
Le fonti cinesi riportano la morte dell'ultimo re di Lin Yi nel 756 e successivamente si riferirono alla regione con il nome di "Hoan Vuong" o "Huanwang".

### L'inizio del regno del Champa (VII secolo)
Le prime fonti cinesi che usano un nome collegato a "Champa" sono datate all'anno 877, mentre l'uso del nome è attestato presso i Chăm stessi a partire almeno dal 629 e nell'Impero Khmer dal 657.
Dal VII al X secolo i Chăm controllarono il commercio delle spezie e della seta tra la Cina, l'India e le isole indonesiane e l'impero abbaside di Baghdad, incrementando le proprie entrate con l'esportazione dell'avorio e dell'aloe e con la pirateria e i saccheggi
Entro la seconda metà del VII secolo nel santuario di Mỹ Sơn comparvero i primi templi reali, dedicati soprattutto a Shiva, ma anche a Visnù. Gli studiosi hanno chiamato lo stile architettonico di questo periodo "My Son E1", facendo riferimento all'edificio conosciuto con la sigla E1, considerato emblematico dello stile architettonico.
In un'iscrizione rinvenuta a Mỹ Sơn e datata al 657, il re Prakāśadharma, che prese il nome di Vikrantavarman I al momento dell'incoronazione, reclamava la propria discendenza per via materna da Brahman Kaundinya e dalla principessa serpente Soma, leggendari antenati degli Khmer della Cambogia: l'iscrizione sottolinea i legami culturali del Champa con l'Impero Khmer. Un'altra iscrizione documenta la devozione del re nei confronti del dio Śiva.

### Preminenza temporanea del principato di Kauthara (VIII secolo)
Nel corso dell'VIII secolo il maggiore centro religioso del paese si spostò temporaneamente da Mỹ Sơn al complesso templare di Po Nagar verso sud, nelle regioni di Panduranga e di Kauthara, presso la moderna città di Nha Trang. Il centro religioso era dedicato alla dea indigena della Terra Yan Po Nagar. Nel 774 un'incursione di giavanesi incendiò il tempio di Po Nagar, dal quale fu sottratta la statua del dio Śiva. Il re Satyavarman inseguì i saccheggiatori e li sconfisse in una battaglia navale e nel 781 eresse una stele a Po Nagar, che celebrava il recuperato controllo dell'area e il restauro del tempio. Nel 787 un'altra incursione giavanese distrusse un tempio dedicato a Śiva nel principato di Pandruganga.

### La dinastia di Indrapura e il Buddhismo (IX-X secolo)

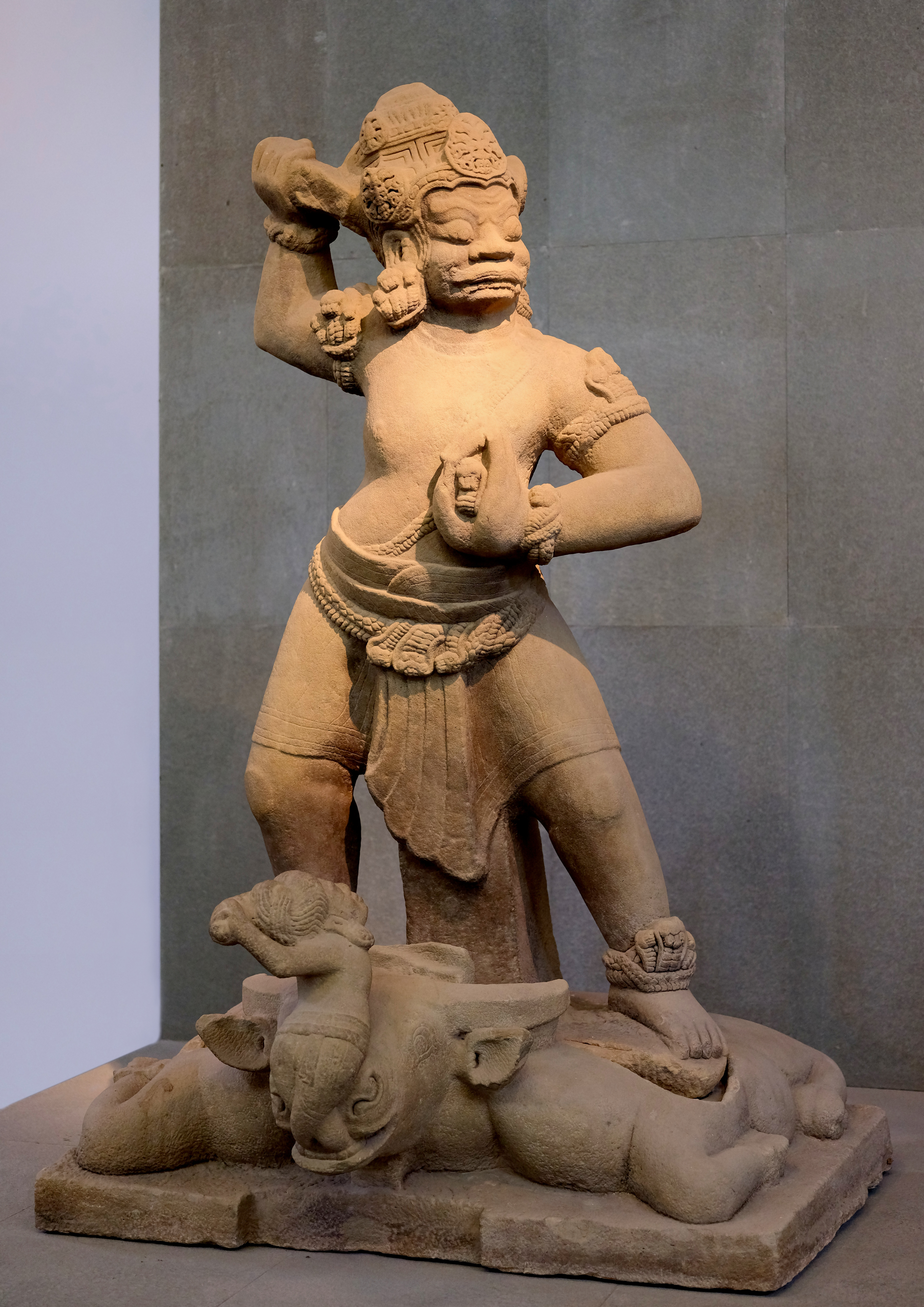
Statua di un dvarapala (guardiano del tempio) collocata nel monastero buddista di Indrapura.

Nell'875 il re Indravarman II fondò una nuova dinastia settentrionale, spostando la capitale a Indrapura. Il re si dichiarò discendente di Brighu, il saggio le cui imprese erano raccontate nel Mahābhārata, al quale venne anche attribuita la prima fondazione della nuova capitale.
Indravarman II fu il primo re del Champa ad adottare il Buddismo Mahayana come religione ufficiale. Nel centro di Indrapura venne costruito un monastero buddista (vihara) dedicato al bodhisattva Lokesvara. Lo stile di questo periodo è stato chiamato "stile Dong Duong", dal nome attuale del sito archeologico: è caratterizzato da grande dinamismo e da realismo nella raffigurazione dei tratti somatici dei Chăm.
Il prevalere del Buddismo terminò nel 925 con il ripristino del culto di Śiva come religione di Stato. I re appartenenti a questa dinastia ripresero la costruzione di numerosi templi nel santuario di Mỹ Sơn nel corso del IX e X secolo, dello stile chiamato dagli studiosi "Mỹ Sơn A1", in riferimento all'edificio considerato emblematico dello stile e conosciuto con questa sigla.
Fu questo l'apogeo del regno del Champa.

### Conflitti con i Vietnamiti e i Khmer (X secolo)
Nei secoli successivi il regno del Champa iniziò una fase di declino, dovuta alla posizione invidiabile sulle rotte marittime commerciali, unita ad una popolazione ridotta e ai conflitti con i potenti vicini: il Dai Cô Viêt a nord e l'impero Khmer ad ovest, fondato nell'877 dal re Indavarman I.
Nel 944 e 945 l'esercito khmer invase la regione di Kauthara e intorno al 950 saccheggiò il tempio di Po Nagar, portando via la statua della dea. Nel 960 il re del Champa Jaya Indravaman I inviò una delegazione con offerta di tributi al primo imperatore cinese della dinastia Song, appena fondata a Kaifeng, e nel 965 restaurò nuovamente il tempio di Po Nagar, ponendovi una nuova statua della dea in sostituzione di quella sottratta dagli Khmer.
Nella seconda metà del X secolo da Indrapura i Chăm attaccarono il Dai Cô Viêt, che nel corso della prima metà del secolo aveva consolidato la propria indipendenza dal dominio cinese e nel 968 era stato unificato sotto la dinastia Dihn, con capitale a Hoa Lu, presso l'odierna Hanoi. Nel 979 il re chăm Parameśvaravarman (Phê Mi Thuê per i Vietnamiti), inviò una flotta contro Hoa Lu, che tuttavia venne distrutta da una tempesta. Nel 982 il re vietnamita Lê Dai-Hanh mandò ambasciatori a Indrapura, che vennero uccisi e di conseguenza avviò contro il Champa un'offensiva che si concluse con il saccheggio di Indrapura e l'uccisione del re Parameśvaravarman. Furono inoltre presi prigionieri musici e danzatori che influenzarono il successivo sviluppo dell'arte vietnamita.

### Nuova capitale a Vijaya (XI secolo)
Intorno all'anno Mille Indrapura venne quindi abbandonata e la capitale venne spostata a Vijaya, nell'attuale provincia di Binh Dinh.
Il conflitto con i Viet del nord non si concluse con l'abbandono di Indrapura: altri attacchi vietnamita contro il Champa furono condotti nel 1021 e nel 1026. Nel 1044 dopo una sconfitta in battaglia, in cui rimase ucciso il re Jaya Siṃhavarman II, Vijaya fu saccheggiata dal re vietnamita Lý Thái Tông-Phât-Ma, che fece catturare elefanti e musici e prese prigioniera anche la regina, Mi E, che per difendere il proprio onore si sarebbe gettata tra le onde mentre i Vietnamiti tentavano di trasportarla per mare nella loro terra.
Dopo tale episodio il Champa iniziò a pagare un tributo ai re vietnamiti, che nel 1065 comprese un rinoceronte bianco. Nel 1068, tuttavia, il nuovo re di Vijaya, Rudravarman ("Che Cu") attaccò il Dai Cô Viêt, ma venne nuovamente sconfitto e i Vietnamiti presero e saccheggiarono nuovamente la capitale. Nel 1069 Vijaya fu nuovamente occupata dal generale vietnamita Ly Thuong Kiet e il re Rudravarman fu preso prigioniero e poté riscattare la propria libertà solo cedendo tre distretti settentrionali del proprio regno. Approfittando della situazione un dinasta locale si ribellò e stabilì un proprio regno indipendente nella parte meridionale e il paese non venne riunito che nel 1084.

### Conflitti con l'impero Khmer (XI-XIII secolo)
Nel 1074 salì al trono il re Harivarman IV, che restaurò i templi di Mỹ Sơn e introdusse un periodo di relativa prosperità. Ristabilì la pace con il Dai Cô Viêt, ma entrò in guerra con i Khmer di Angkor e nel 1080 un esercito Khmer attaccò quindi Vijaya e altri centri nella parte settentrionale del regno, saccheggiando templi e monasteri e sottraendone numerosi tesori artistici. L'esercito chăm, guidato dal re Harivarman riuscì a reagire solo dopo un certo tempo e riconquistò la capitale restaurando i templi.
La nuova dinastia Khmer che si impose a partire dal 1080 impostò una politica espansionistica: respinti i tentativi di conquista del Dai Cô Viêt intorno al 1130-1140, si rivolsero al Champa: un'armata Khmer guidata dal re Suryavarman II occupò nel 1145 Vijaya e distrusse i templi di Mỹ Sơn. Nel 1149 il re del principato meridionale di Panduranga, Jaya Harivarman I, sconfisse gli invasori e si fece incoronare re a Vijaya. Fu occupato per il resto del suo regno a contrastare le ribellioni sia nel settentrione che nel meridione del regno.

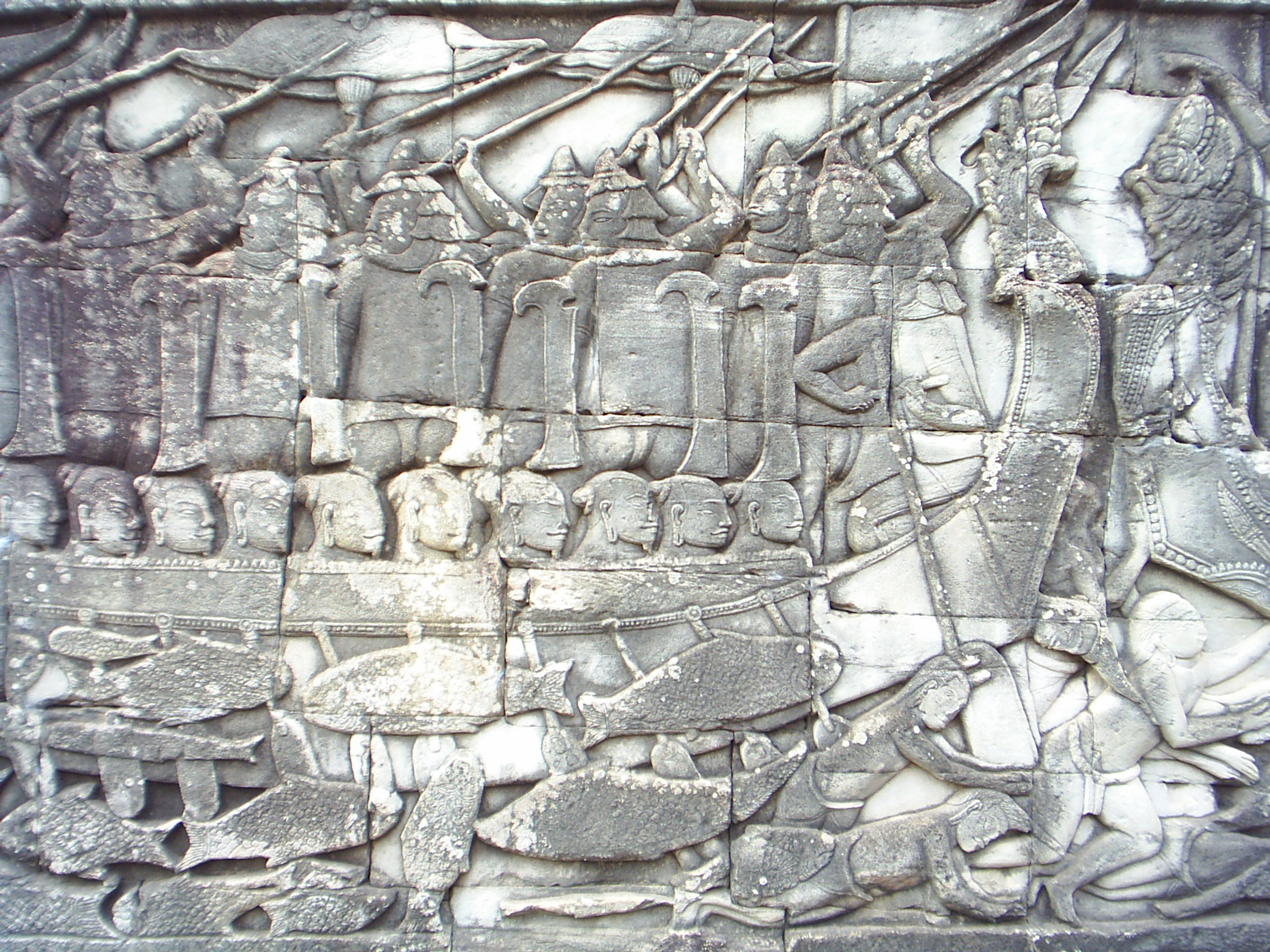
Bassorilievo del tardo XII secolo del tempio Bayon di Angkor, che mostra marinai chăm in azione contro i Khmer.

Nel 1167 il re Jaya Indravarman IV salì sul trono di Champa, e in un'iscrizione venne celebrato come coraggioso, esperto nel maneggio delle armi e con conoscenze di filosofia, delle teorie Mahayana e del Dharmasutra. Dopo aver assicurato la pace con il Dai Cô Viêt nel 1170 procedette ad un inconsistente tentativo di invadere la Cambogia. Nel 1177 le sue truppe si lanciarono tuttavia in un attacco a sorpresa contro la capitale Khmer di Yasodharapura, facendo arrivare le navi da guerra dal fiume Mekong al grande lago di Tonle Sap. La spedizione comportò il saccheggio della città, con la conquista di un ingente bottino, e l'uccisione del re Khmer.
La controffensiva khmer, guidata dal successore Jayavarman VII, cacciò i Chăm dalla Cambogia nel 1181. Jaya Indravarman IV attaccò nuovamente il regno khmer nel 1190 e Jayavarman VII fronteggiò gli invasori con un esercito capeggiato dal principe chăm Vidyanandana, che li sconfisse spingendosi sino ad occupare Vijaya e catturando il re Jaya Indravarman che fu inviato prigioniero ad Angkor.
Jayavarman VII dopo la presa di Vijaya vi installò come re fantoccio il proprio cognato, il principe In. Scoppiò una guerra civile che coinvolse diverse fazioni, ma fu il principe In a prevalere, dichiarando anche la sua indipendenza dalla Cambogia. Le truppe khmer tentarono senza successo di riprendere il controllo sul Champa per tutta la fine del XII secolo: nel 1203 infine i generali di Jayavarman VII ripresero Vijaya e il Champa divenne una provincia dell'Impero khmer, senza riconquistare la propria autonomia fino al 1220. Successivamente Vijaya iniziò un periodo di graduale declino che si protrasse per circa due secoli,

### Il declino (XIII-XV secolo)
Nel 1283 le truppe mongole del generale Sogetu invasero il Champa dopo essere state respinte nel decennio precedente dal Dai Cô Viêt, ed occuparono Vijaya, ma l'occupazione ebbe effetti di scarsa durata: i Chăm si ritirarono nella parte montagnosa del territorio e condussero azioni di guerriglia, costringendo due anni dopo i Mongoli ad abbandonare spontaneamente il paese e il generale Sogetu rimase ucciso in un altro tentativo di invasione del Dai Cô Viêt.
Nel 1307 il re chăm Jaya Siṃhavarman III ("Che Man"), fondatore del tempio tuttora esistente di Po Klaung Garai nel Panduranga, cedette due distretti settentrionali al Dai Cô Viêt in cambio della mano di una principessa vietnamita. Il re tuttavia morì poco dopo le nozze e la principessa ritornò nel Dai Cô Viêt per evitare di seguire il costume chăm secondo il quale avrebbe dovuto accompagnare il marito nella morte: tuttavia i distretti non furono restituiti e per riconquistarli le truppe chăm condussero nel corso del XIV secolo continue incursioni nel territorio vietnamita, incoraggiati dal declino del Dai Cô Viêt.
L'ultimo re che sembra essere riuscito a riunire il Champa fu Chê Bông-Nga o "Che Bunga", chiamato nei racconti vietnamiti "il Re Rosso", che governò tra il 1360 e il 1390. Nel 1372 sembra avesse forze sufficienti per tentare di attaccare il Dai Cô Viêt dal mare, riuscendo quasi a conquistarlo. Saccheggiò la capitale vietnamita Thang Long, corrispondente all'odierna Hanoi nel 1372 e di nuovo nel 1377, mentre un ultimo attacco nel 1388 venne respinto dal generale Ho Quy Ly, futuro fondatore della dinastia Ho. Si trattò degli ultimi attacchi condotti dal Champa contro il Dai Cô Viêt, che contribuirono tuttavia alla fine della dinastia Tran, che aveva fondato le proprie fortune un secolo prima sconfiggendo i Mongoli, ma che si era rivelata inefficace e debole contro gli attacchi del Champa.
Nel 1446 i vietnamiti guidati da Trinh Kha invasero il Champa e conquistarono Vijaya, ma ne furono cacciati un anno più tardi. L'invasione venne ripetuta nel 1470, condotta dall'imperatore vietnamita Le Thanh Tong, che era un eccellente amministratore e condottiero e guidava un esercito potente e ben organizzato, mentre il regno Champa attraversava un momento di debolezza. Vijaya fu presa dopo quattro giorni di combattimenti il 21 marzo del 1471 e il re Tra Toan fu preso prigioniero e morì poco dopo. Circa 60.000 Chăm vennero uccisi e 30.000 catturati come schiavi. Vijaya venne distrutta e i principati di Amaravati e di Vijaya furono annessi al Dai Cô Viêt. In seguito alla sconfitta ci fu una prima ondata emigratoria dei Chăm, soprattutto verso la Cambogia e la Malacca.

### La sopravvivenza del principato meridionale (XVI-XIX secolo)
Dopo la sconfitta il principato meridionale di Panduranga rimase formalmente indipendente sotto la protezione vietnamita, dando vita alle signorie di Phan Rang, Phan Ri e Phan Thiet.
Nel 1594 il signore Po At inviò le proprie forze in aiuto al sultanato di Johor che si disponeva ad attaccare la città portoghese di Malacca.

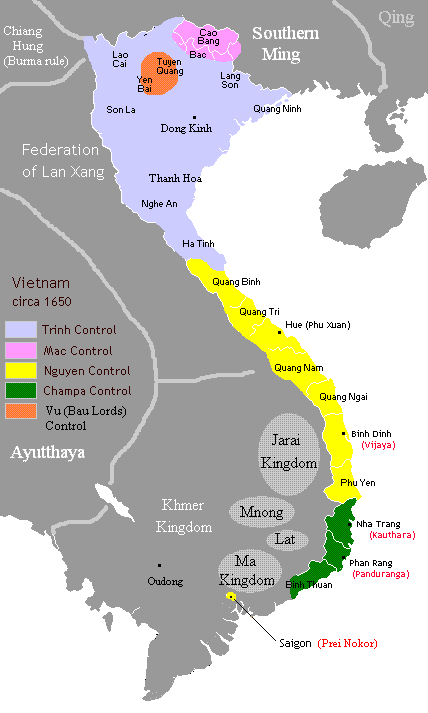
Il Vietnam intorno al 1650: il territorio controllato dai signori dei Chăm (Panduranga) è segnato in giallo.

Nel 1692 il signore Po Sot si ribellò contro Nguyễn Phúc Trần, uno dei signori vietnamiti della famiglia Nguyễn che governarono il Vietnam meridionale, formalmente in nome della dinastia Lê, ma di fatto indipendenti. La rivolta inizialmente non ebbe successo, e le conseguenze della sconfitta furono esacerbate da un'epidemia che interessò il principato di Panduranga. In seguito tuttavia l'aristocratico chăm Oknah Dat ottenne l'aiuto del generale A Ban, insieme al quale sconfisse le forze di Nguyễn Phúc Chu nel 1695. Dopo la vittoria il nuovo re Po Saktiray Da Patih, fratello minore di Po Sot, firmò un trattato di pace con Nguyễn Phuc Chu, secondo il quale i signori dei Chăm furono considerati dai signori Nguyễn "Trấn Vương", signori locali del "Thuận Thành" (Panduranga) e furono strettamente sorvegliati da ufficiali degli stessi Nguyễn. I signori dei Chăm avevano autorità solo sul popolo Chăm, ma i documenti locali dell'"archivio del Panduranga" dimostrano che esercitavano una limitata autorità anche sugli abitanti vietnamiti. Svolsero spesso il ruolo di giudici nei conflitti tra Việt e Chăm.
Nel 1712 Nguyễn Phúc Chu sottoscrisse un nuovo trattato, chiamato "Nghị định ngũ điều" ("Trattato dei cinque articoli") con il signore dei Chăm Po Saktiray Da Patih. Il trattato, che rimase in vigore fino al 1832, chiariva i diritti e doveri dei signori dei Chăm e dei signori Nguyễn (compresi i diritti processuali del popolo Chăm).
Durante la rivolta Tây Sơn, guidata da Nguyễn Nhạc nel 1786, il signore dei Chăm Chei Krei Brei e la sua corte si rifugiarono in Cambogia, avendo supportato i signori Nguyễn che sembravano essere stati sconfitti. Da quel momento il titolo del signore dei Chăm fu ridotto al semplice rango di "prefetto". Nel 1796, ultimo anno della rivolta, il nobile Tuen Phaow di Makah (Kelantan), capeggiò una rivolta contro i nuovi signori dei Chăm (Po Ladhwan Paghuh, Po Chơng Chơn e Po Klan Thu) chiamando in aiuto il principato di Kelantan. Tuen Phaow venne tuttavia sconfitto e i signori dei Chăm ripresero i propri diritti quando l'imperatore Gia Long (Nguyễn Ánh) riprese il controllo sul Vietnam nel 1802.
Anche il limitato potere del governo chăm nel Panduranga terminò ufficialmente quando l'imperatore Minh Mạng annetté direttamente la regione nel 1822-1832.

## Religione

### Induismo e Buddhismo

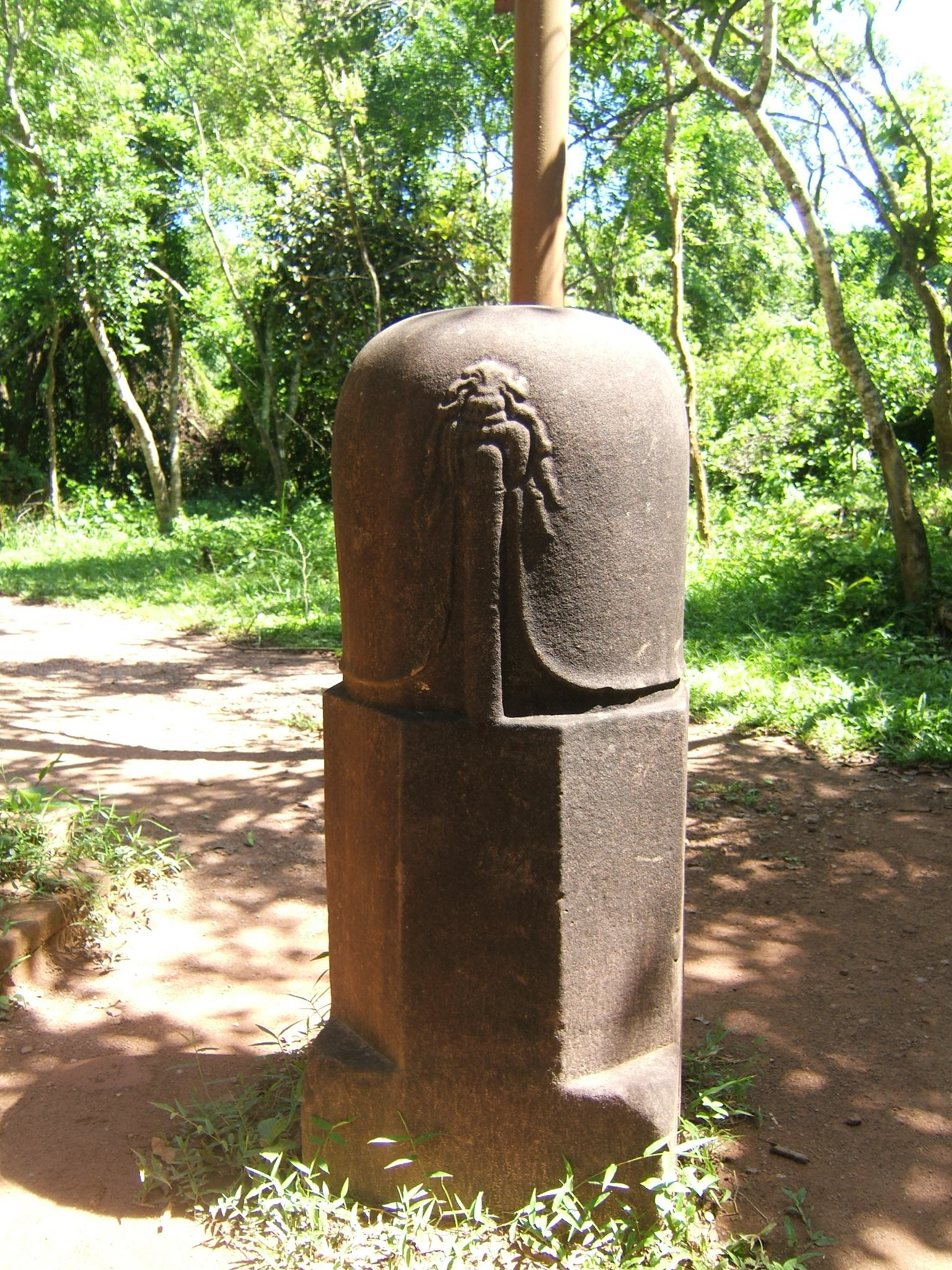
Jatalinga segmentato del X secolo, dal complesso templare di Mỹ Sơn.

Prima della conquista vietnamita del Champa nel 1471 la religione dominante dei Chăm fu l'Induismo, nell'ambito di una cultura fortemente influenzata dall'India. L'Induismo praticato nel Champa era genericamente shaivista, centrato cioè sul culto del dio Shiva e liberamente combinato con elementi dei culti religiosi locali, come quello della dea della Terra Yan Po Nagar.
Il principale simbolo dell'Induismo shaivista dei Chăm è costituito dai linga o lingam, cippi fallici che rappresentano il dio Shiva, frequentemente eretti e dedicati dai re dei Chăm, come principale immagine religiosa dei templi reali. I linga prendevano il nome del re con il suffisso "-esvara", che indica il dio Shiva. Si dividono in:
- mukhalinga, sui quali viene incisa o dipinta la figura del dio Shiva in forma umana, o una faccia umana;
- jatalinga, sui quali è stata dipinta o incisa una rappresentazione stilizzata dell'acconciatura tipica del dio;
- linga segmentato è un linga suddiviso in tre sezioni allo scopo di rappresentarvi i tre aspetti della massima divinità indù, o Trimurti: il settore inferiore, a pianta quadrata, rappresenta Brahmā, quello intermedio, ottagonale Visnù e quello superiore circolare Shiva.
- Il kosa è un cesto cilindrico in metallo prezioso, utilizzato per coprire un linga e la donazione di un kosa per la decorazione di un linga è un uso caratteristico del Shaivismo dei Chăm e spesso il kosa riceveva un nome reale analogamente ai linga[38]

La predominanza dell'Induismo nella religione dei Chăm si interruppe per un periodo tra il IX e il X secolo, quando una dinastia di Indrapura adottò il Buddhismo Mahāyāna come propria religione ufficiale. L'arte buddhista del monastero di Dong Duong, nell'attuale provincia di Quang Nam. L'arte di Dong Duong ha ricevuto numerosi apprezzamenti per la sua originalità.
Nel corso del X secolo e nei secoli successivi, l'Induismo riprese ad essere la religione più rilevante del Champa. Alcuni siti archeologici hanno restituito importanti opere di arte religiosa e resti di architetture di questo periodo si trovano, oltre che a Mỹ Sơn, a Khuong My, Tra Kieu, Chanh Lo, e Thap Mam.

### Islam
I primi influssi islamici iniziarono dopo il X secolo, ma fu solo dopo il 1471 che tale influenza crebbe rapidamente. Entro il XVII secolo le famiglie reali dei signori Chăm iniziarono a convertirsi all'Islam, influenzando la popolazione: al tempo della finale annessione del Champa nel regno vietnamita la maggioranza della popolazione si era convertita all'Islam.

## Arte

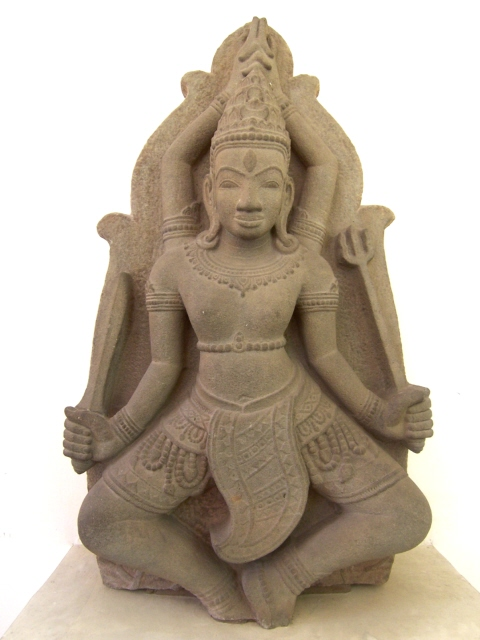
Scultura dell'XI o del XII secolo evidenziante le peculiarità di quella fase artistica, ossia gli altorilievi raffiguranti la divinità Shiva.

La scuola di Cham è stato un fenomeno culturale ed artistico di origine indiana che trovò il suo ambiente fertile all'interno del regno del Champa, situato geograficamente in Indocina e formatosi, storicamente, verso il 200 d.C. Ovviamente i primi segni artistici precursori della scuola di Cham risalgono a qualche secolo precedente e sembra possano provenire anche dalle isole indonesiane, a quei tempo un punto d'incontro di culture diverse, come quella indiana, quella cinese e quella indonesiana.

### Introduzione storica e artistica
Se da un punto di vista storico-politico la civiltà Champa fu costellata da conflitti inframezzati da cooperazioni con le popolazioni di Giava, dei Khmer cambogiani e dei Viet risiedenti nel nord del Vietnam, artisticamente la scuola di Cham allargò gradualmente la sua influenza nel settentrione fino alla cosiddetta Porta dell'Annam
e nel sud fino alla Cocincina.
I maggiori centri della produzione artistica furono le varie capitali delle provincie e gli artisti della scuola di Cham si dilettarono principalmente nella scultura di rilievi, di statue e nell'innalzamento di strutture e di templi, alcuni dei quali a scopo puramente decorativo, altri assumenti funzioni religiose spazianti dall'induismo al Buddismo e ad altri culti indigeni.

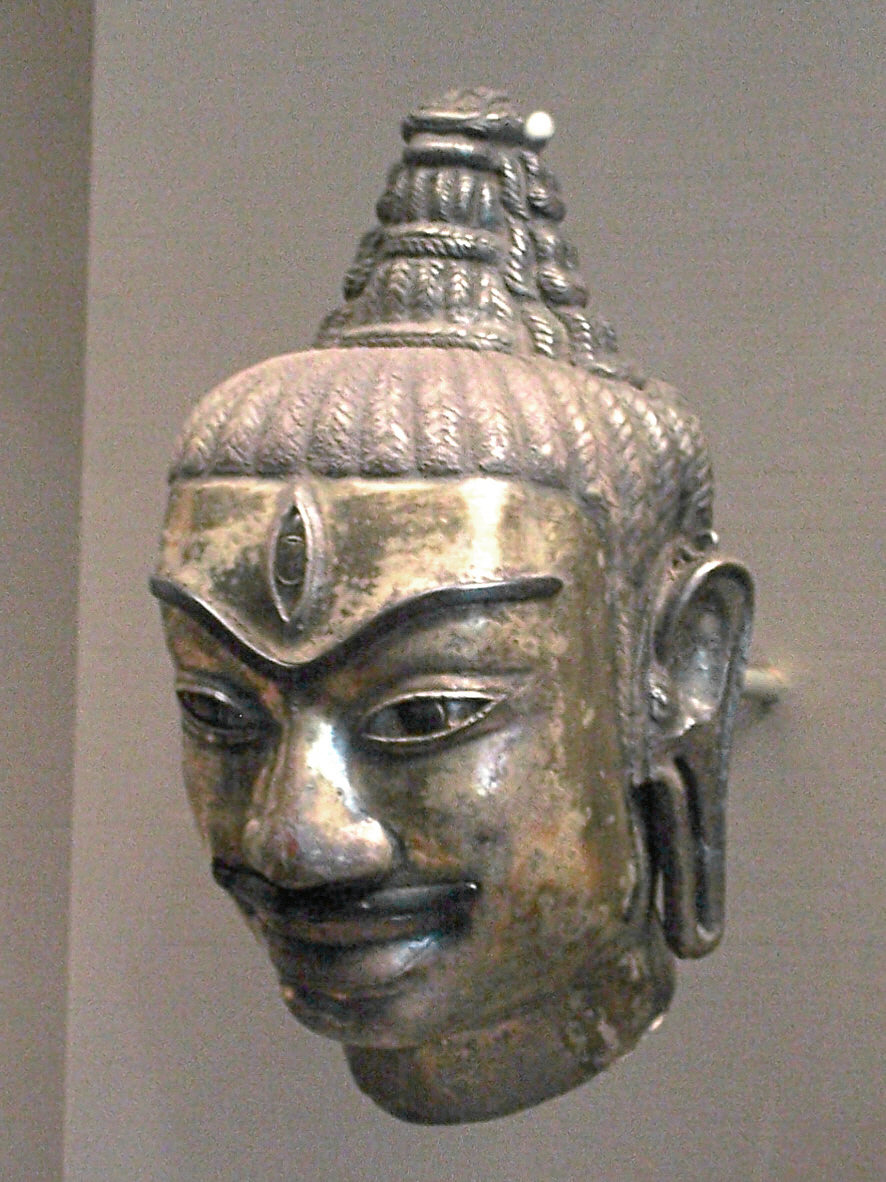
Questo esemplare di arte Cham rappresenta la raffigurazione di Siva, come evidenziato dal terzo occhio.

A causa principalmente del deleterio clima locale, e anche della negligenza e degli atti di vandalismo, gran parte della produzione antica è andata distrutta.
La più grande collezione di arte Cham è attualmente rintracciabile presso il Museum of Cham Sculpture in Đà Nẵng. Altri pezzi significativi sono conservati al Guimet Museum parigino, il Museum of Vietnamese History in Saigon, e il Museum of History in Hanoi.

### Opere significative
Se nessuna espressione pittorica è sopravvissuta, possiamo ancora ammirare un antico piedistallo del Settecento, impreziosito da personaggi e temi decorativi, originario del tempio di Misön; per stile e iconografia rammenta l'arte indiana Gupta.

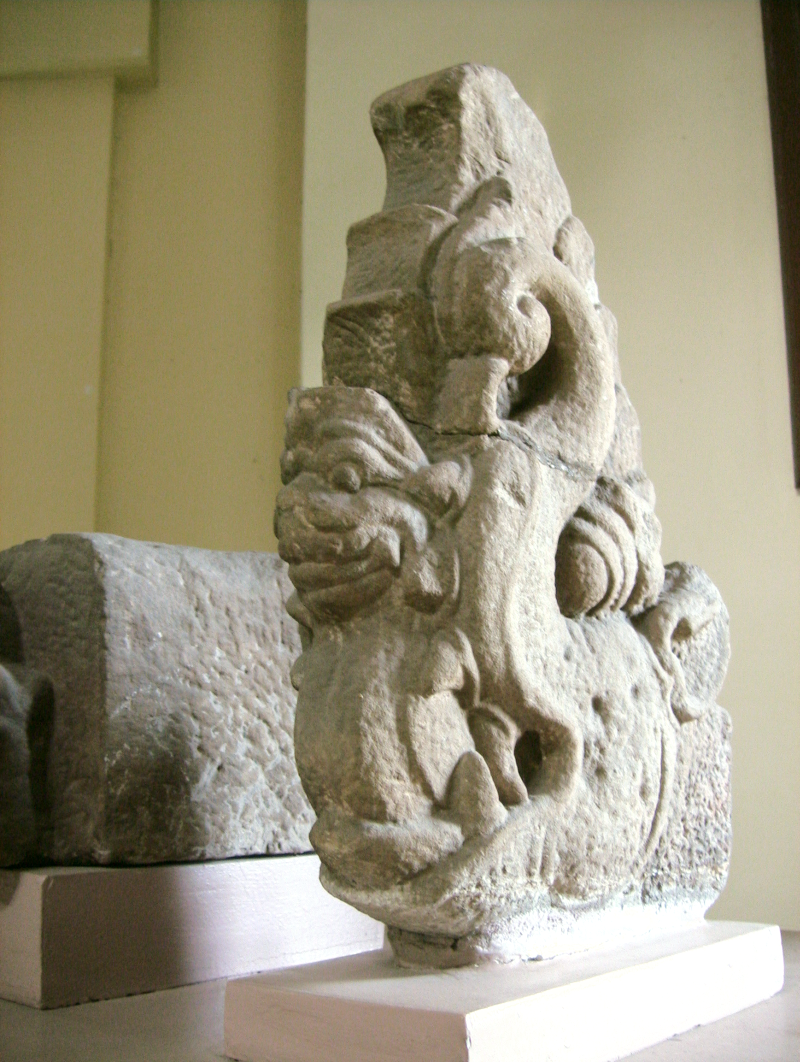
Una decorazione originaria di Giava, e parzialmente dall'India risalente all'XI secolo.

In buone condizioni si trova anche il grande monastero buddista di Dong-Düong, con statue bronzee e bassorilievi risalenti al IX secolo. In queste opere viene evidenziato il lento prevalere del substrato indigeno sui modelli di riferimento indiani Amarati, basti pensare ai dettagli delle labbra grosse sporgenti, dei nasi schiacciati e delle arcate sopraccigliari marcate
Di pochi anni appare più tarda la pregevole serie di bassorilievi contenenti figure danzanti e di animali raffigurati con un gusto realistico, rintracciati presso Mi-sön, uno dei centri archeologici primari della zona.

### Templi più significativi
- Il tempio di Bhadresvara, presso Mi-sön ched fu il principale centro religioso del regno settentrionale del Champa. La divinità omaggiata era un'incarnazione di Siva,
- Il tempio di Yan Po Nagar fu invece il più significativo tempio presente nel regno meridionale del Champa, costruito dopo il X secolo, quando la capitale del sud divenne il centro politicamente più importante anche se coincise con il lento declino artistico locale e al lento assoggettamento alla cultura viet e khmer.

### Sculture
Gran parte dei temi scelti nelle raffigurazioni provengono dalla mitologia e della spiritualità indiana e buddista, i cui personaggi più citati sono Siva, Lokesvara, Visnù, Brahmā, Devī, e Shakti, anche se prevalenti sono le scene strettamente collegate alla vita del regno Champa.

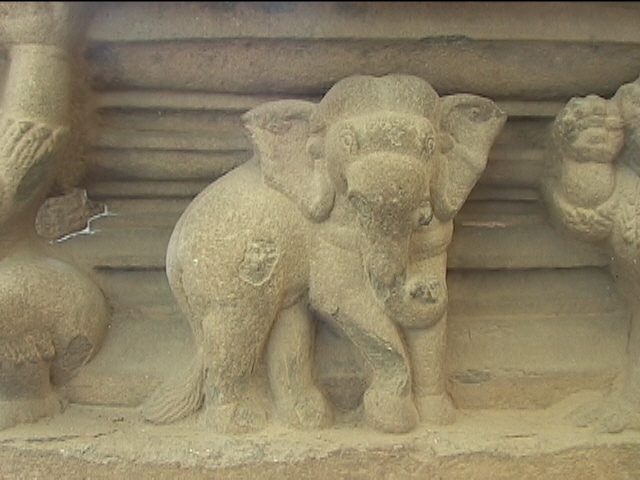
Questo rilievo di elefante è stato recuperato a Mi-sn.

### Periodi e stili della scuola di arte
Tra gli storici dell'arte si sono distinti lo studioso Philippe Stern, con il suo The Art of Champa (formerly Annam) and its Evolution, del 1942 e Jean Boisselier, con Statuary of Champa, del 1963. In questi testi i due ricercatori cercano di suddividere in varie fasi lo sviluppo della scuola di Cham. Jean-François Hubert ampliò questi studi distinguendo anche i sotto-stili:
- Mi-sön E1 (VII secolo o VIII secolo d.C.)
- Dong Duong (dal IX secolo al X secolo d.C.)
- Mi-sön A1 (X secolo d.C.)
  - Khuong My (prima metà del X secolo d.C.)
  - Tra Kieu (seconda metà del X secolo d.C.)
  - Chanh Lo (dalla fine del X secolo fino alla metà dell'XI secolo d.C.)
- Thap Mam (dall'XI secolo al XIV secolo d.C.)

#### Stile Mi-sön E1
I resti scoperti nella località Mi-sön non appartengono tutti allo stesso stile ed allo stesso periodo. Riflettono le influenze del Khmer, dei pre-cambogiani, dall'arte Dvarati, degli indonesiani e dell'India meridionale.
Probabilmente le opere più importanti di questo periodo sono i piedistalli risalenti al VII secolo d.C. aventi una funzione religiosa di devozione a Shiva. I rilievi descrivono la vita degli asceti, mentre ricevono un messaggio o suonano uno strumento musicale o pregano.
Un'altra opera importante, sopravvissuta solo parzialmente, è il tempio di Mi-sön ricco di riferimenti alla mitologia indù: da Visnù a Sesha e a Brahmā.

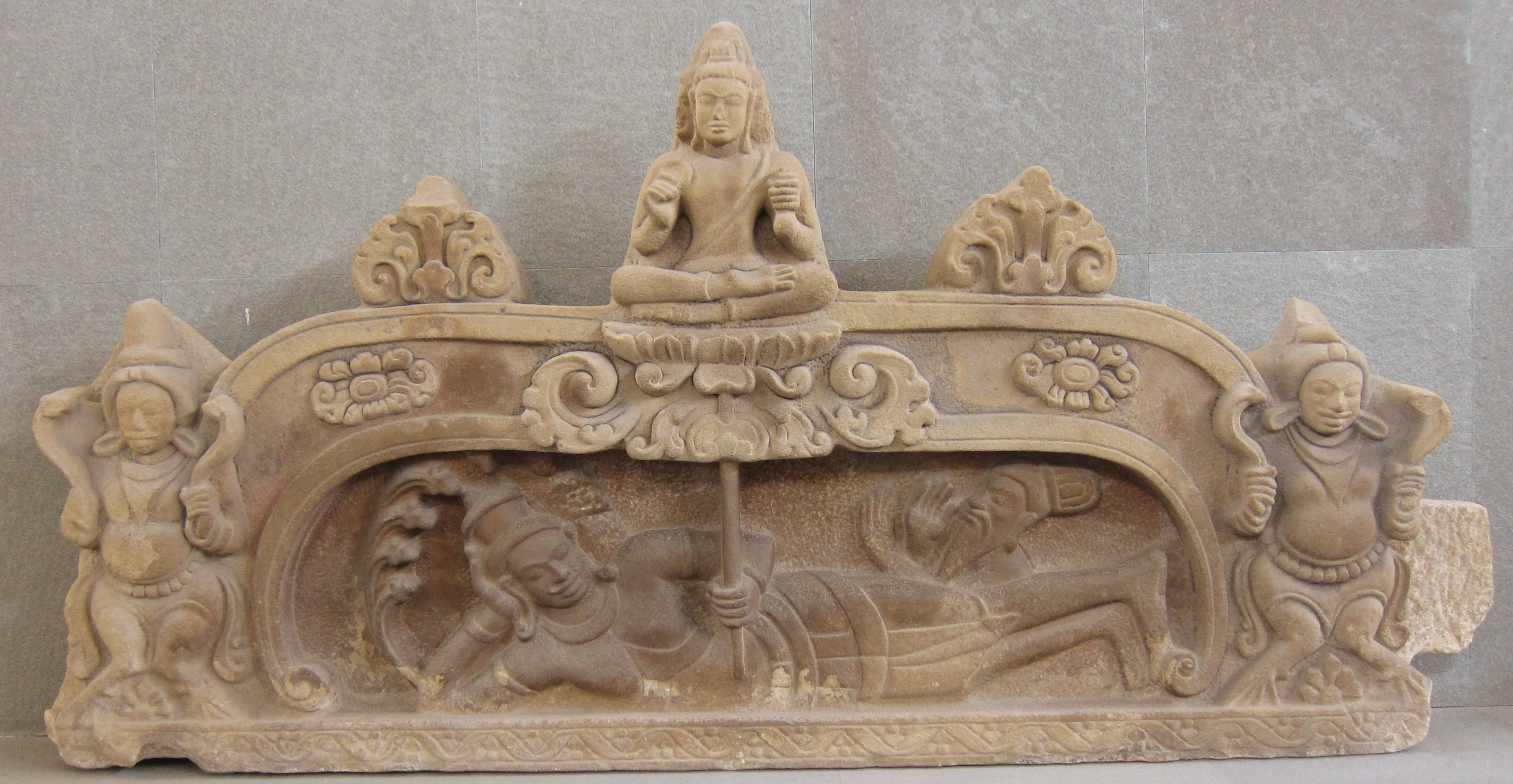
Nascita di Brahmā.
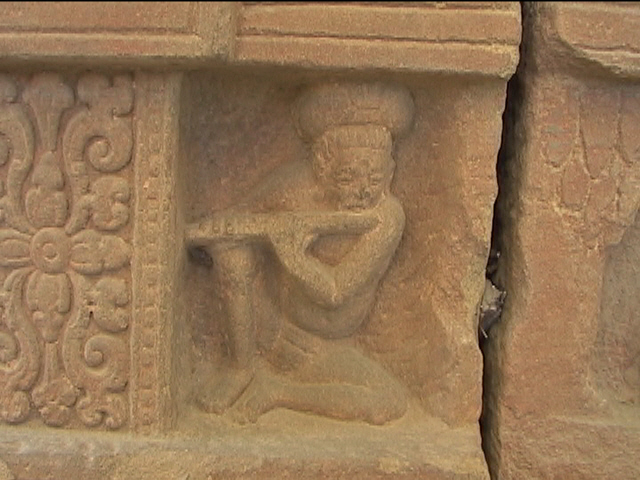
Un musicista che suona il flauto.
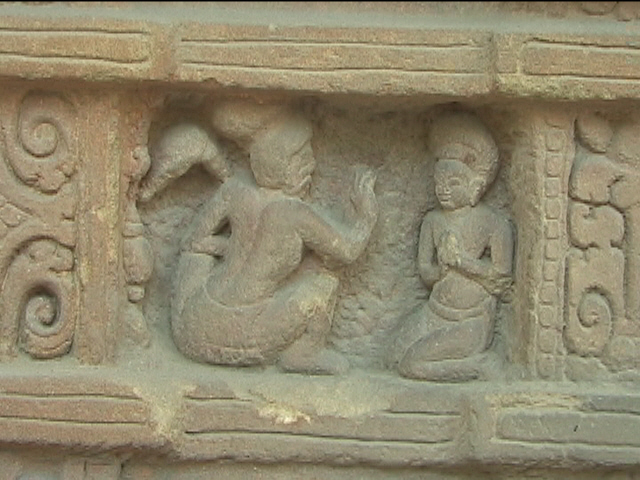
Un asceta che sta impartendo la disciplina.
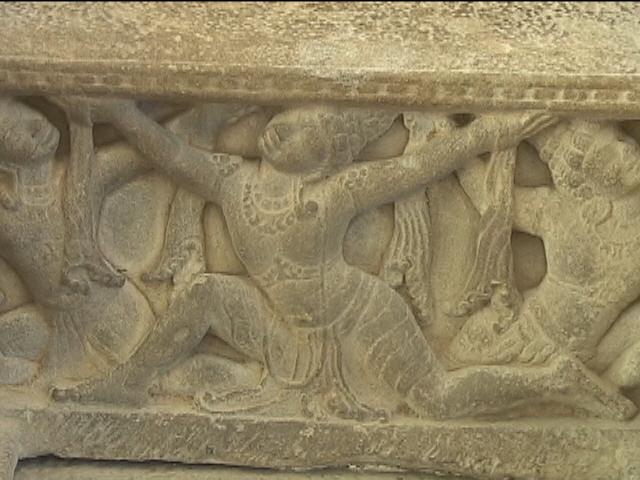
È raffigurato un danzatore.

#### Stile Dong Duong
Nell'875 d.C., il re Cham Indravarman II fondò una nuova dinastia che introdusse il Buddismo Mahayana grazie alla costruzione del monastero di Dong Duong, e alla erezione del tempio di Lokesvara. Il tempio è andato completamente distrutto durante la Guerra del Vietnam però esistono tracce storiche grazie agli appunti degli storici dell'arte scritti nei decenni precedenti.
I motivi predominanti dei rilievi erano le scene tratte dalla vita di Budda, dei seguaci di Budda e dei guardiani della sua legge.

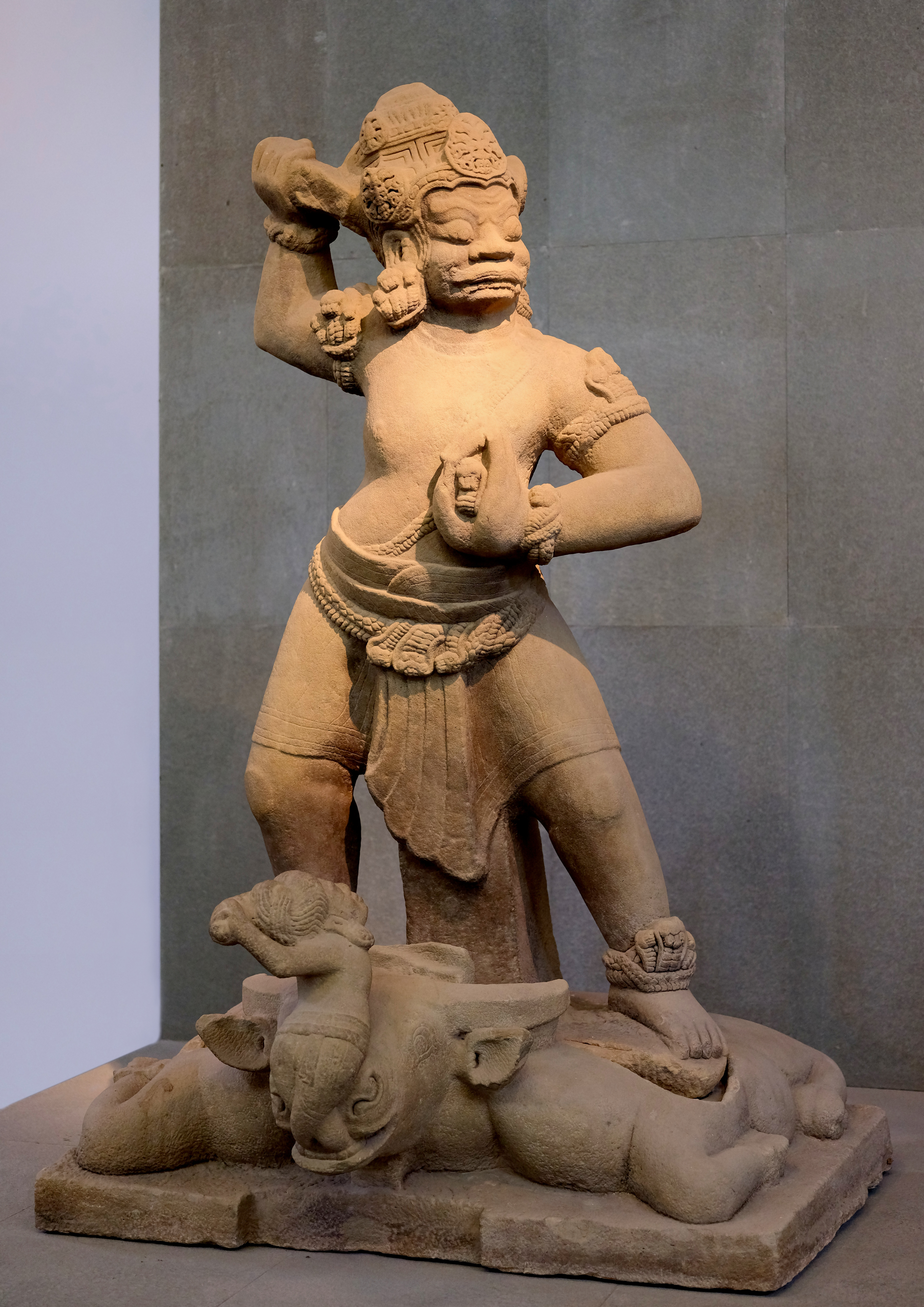
Un guardiano della legge.
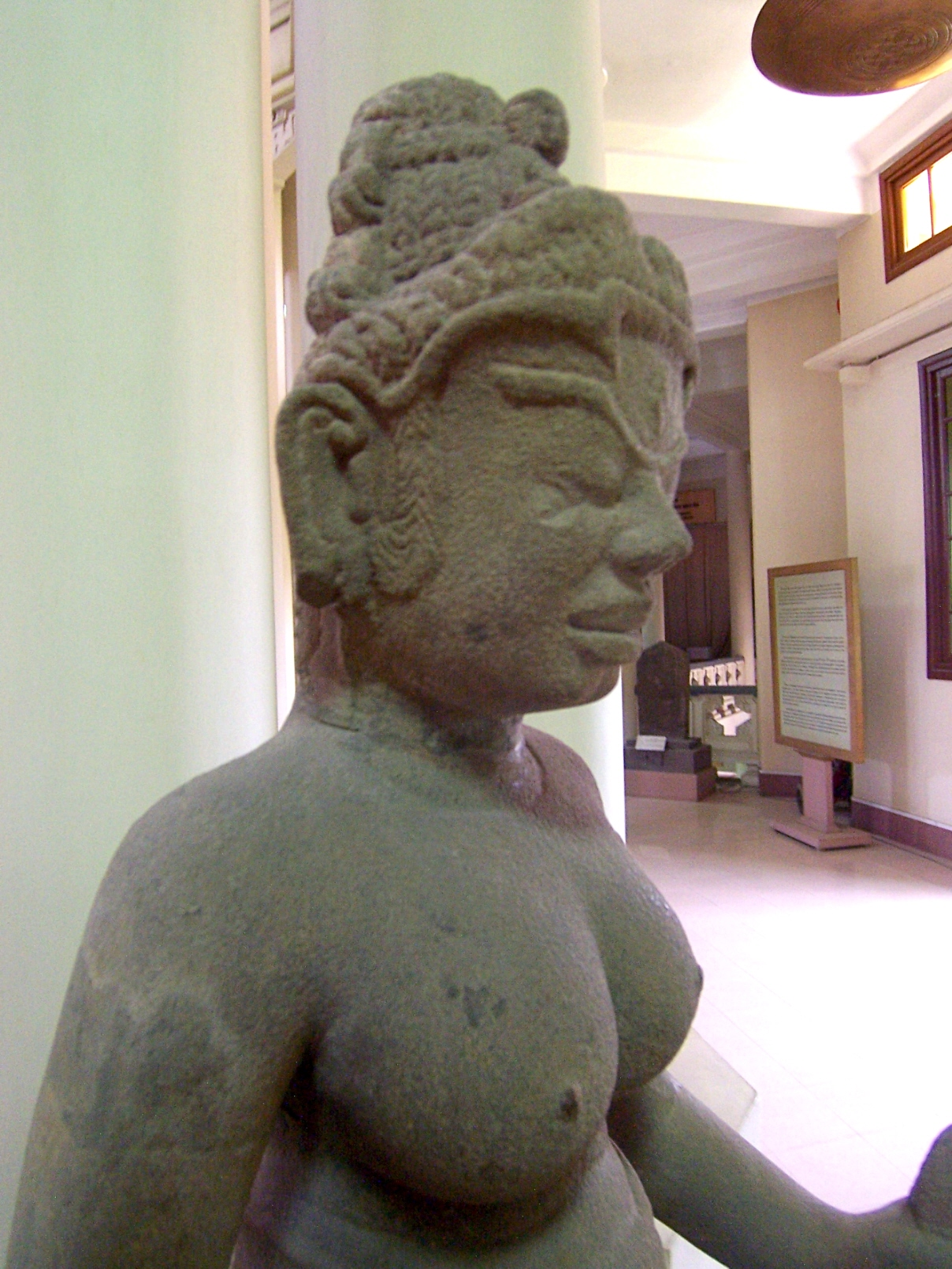
Statua del IX secolo mostrante un Tara.
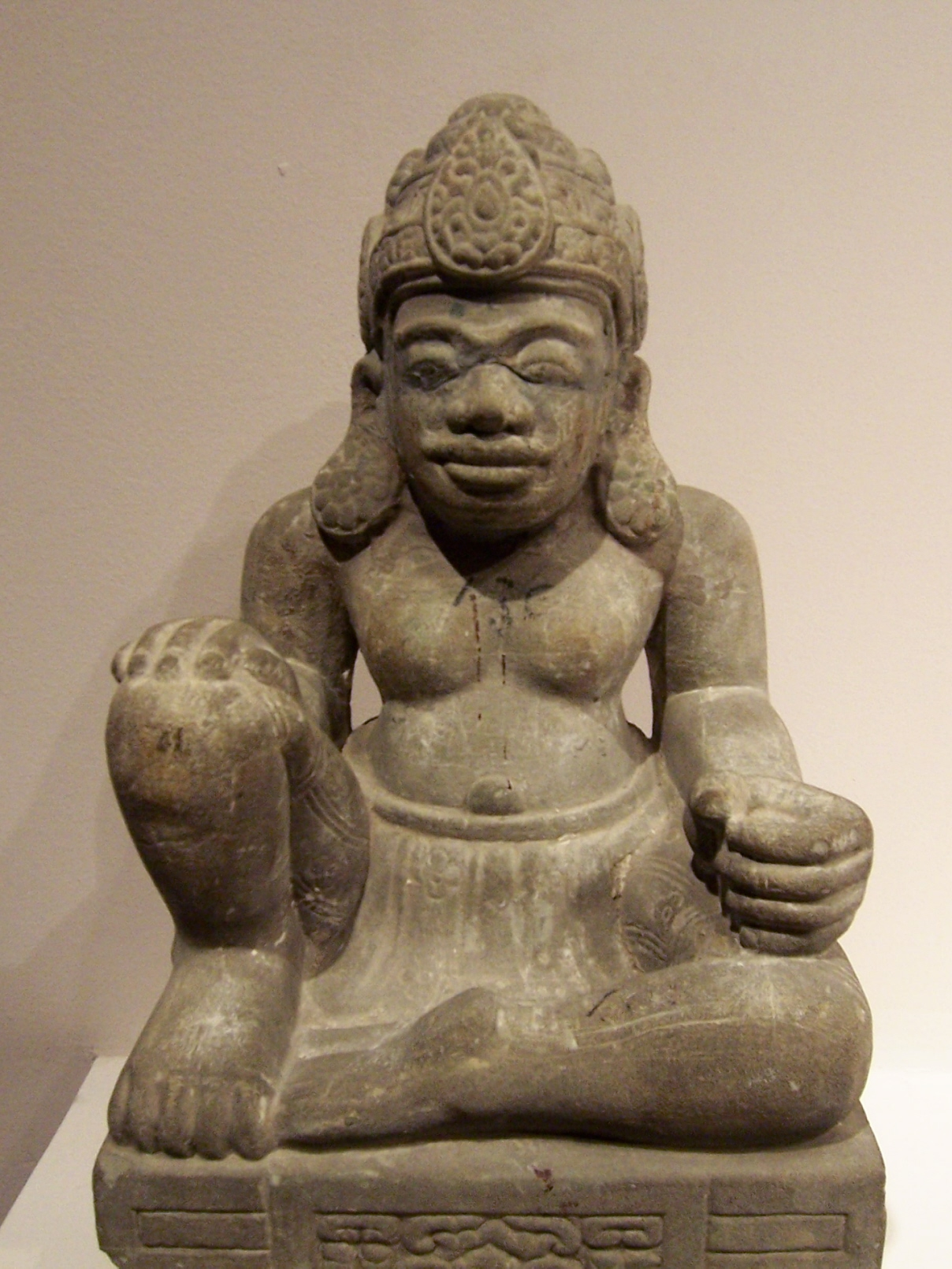
Raffigurazione di un dharmapala.
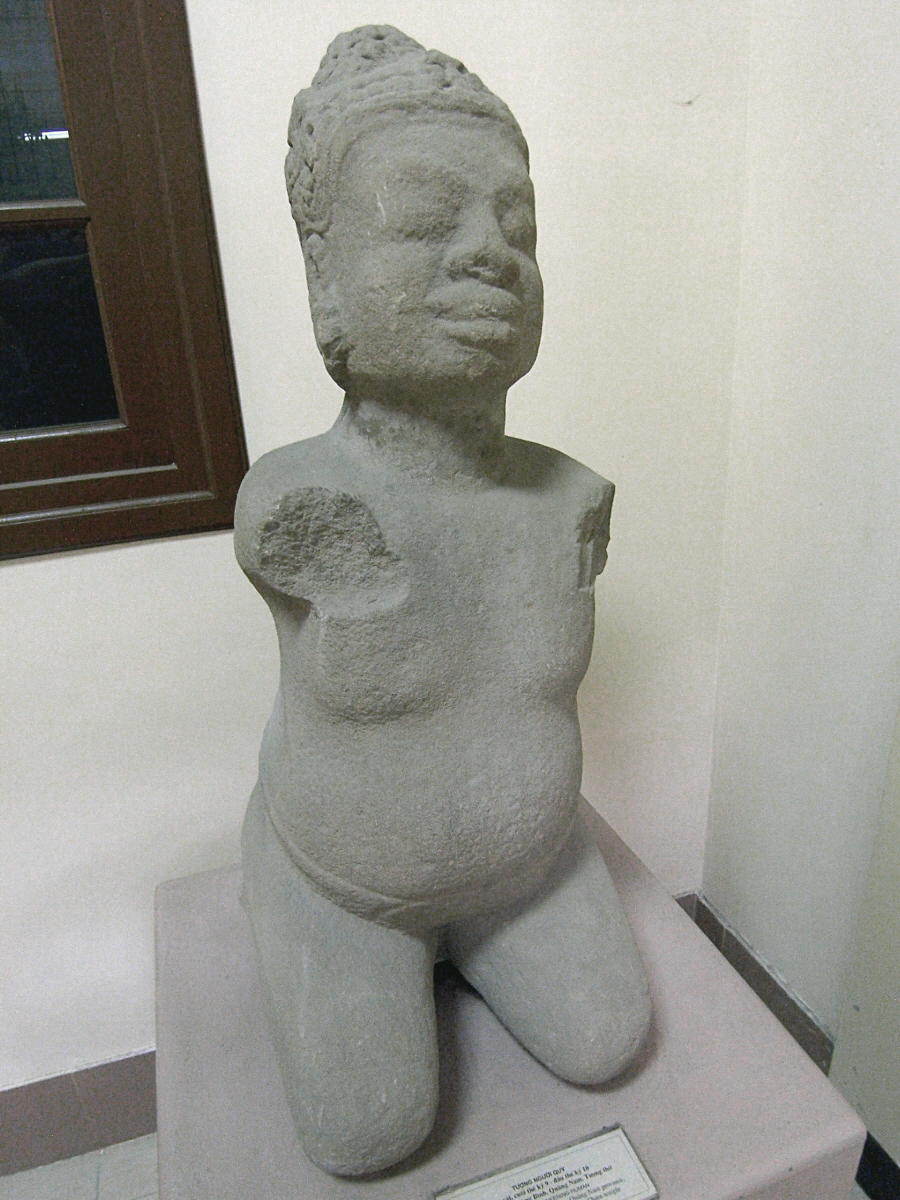
Statua risalente al IX secolo.

#### Stile Mi-sön A1
Questa epoca viene denominata età dell'oro e si sviluppò intorno al X secolo d.C., in un momento di revival indù e di influenza di Giava. In contrasto con lo stile severo e serioso di Dong Duong, le sculture esprimono in questa fase grazia e luminosità, talvolta attraversati da un gusto ironico. Molto diffusa la raffigurazione di animali, quali elefanti e leoni.

##### Stile Khuong My
Nel villaggio di Khuong My, situato nella provincia di Quang Nam, risiede un gruppo di tre torri Cham databili intorno al X secolo. Lo stile è definibile come di transizione tra lo sprigionamento di potenza e magnificenza precedente e la maggiore delicatezza futura. Lo stile di questa fase fu parzialmente influenzato dallo stile proveniente da Giava.

##### Stile Tra Kieu
Sempre nella provincia di Quang Nam sono sopravvissuti reperti importanti dimostrando un'evoluzione nello stile rispetto alla fase artistica precedente. I famosi piedistalli scoperti dagli archeologi consistono in una base decorata con presenze di bassorilievi ritenuti i veri capolavori della scuola di Cham Le figure rappresentano episodi tratti dalla vita di
Krishna, così come sono descritti nei testi sacri.

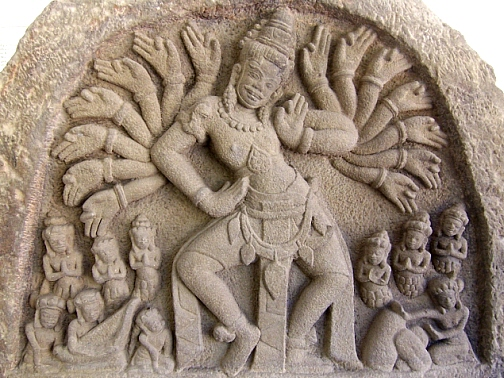
Questa opera del X secolo che vede Shiva danzare iè un'opera di transizione tra le fasi Dong Duong e Khuong My.
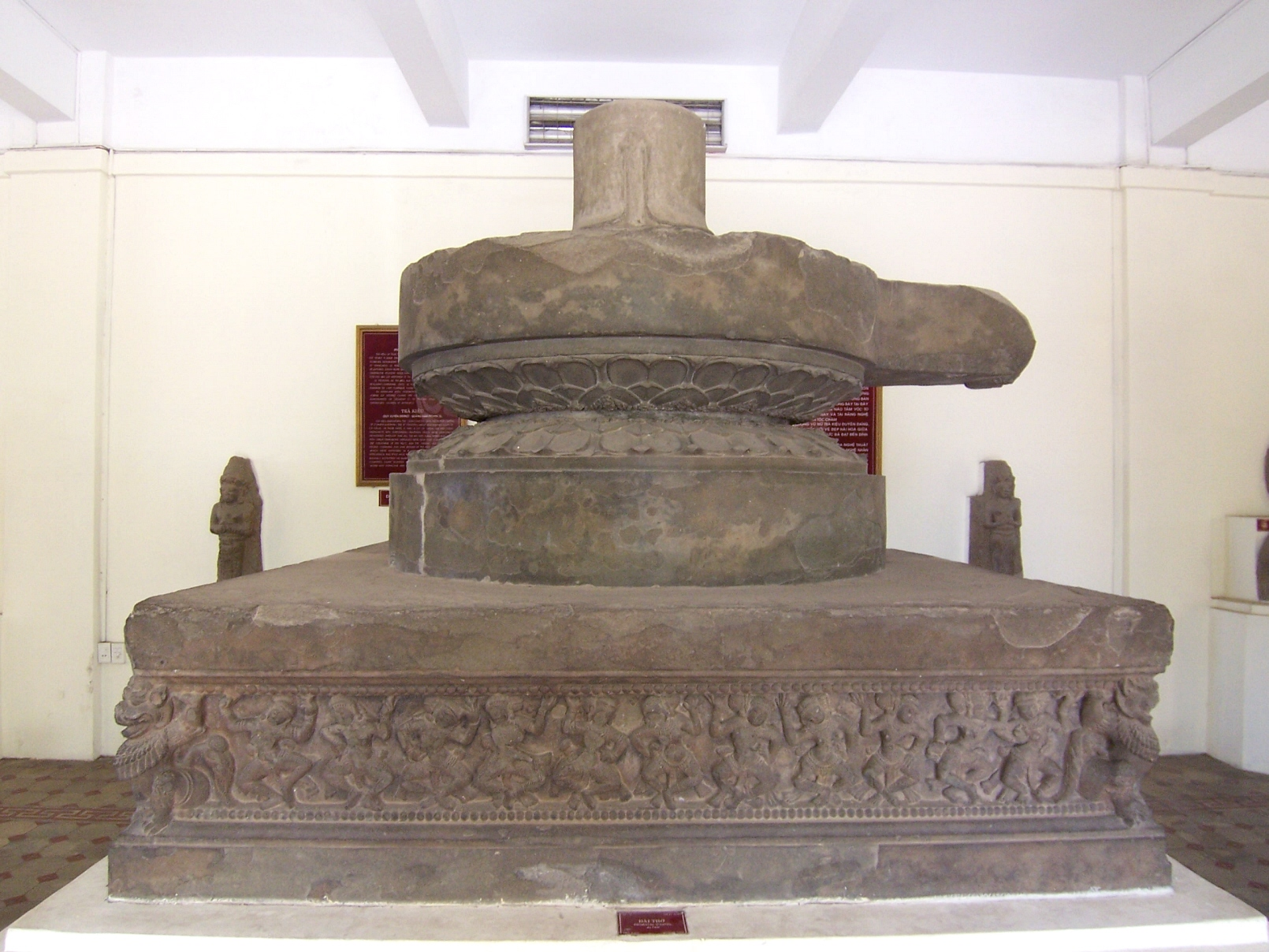
Piedistallo Tra Kieu del X secolo.
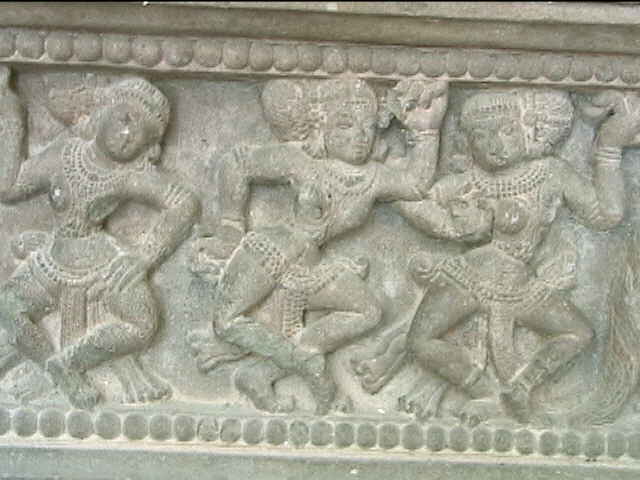
Una serie di ninfe celesti viene descritta alla base del Tra Kieu piedistallo.
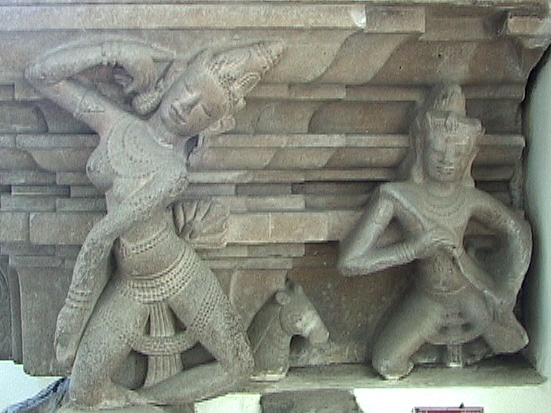
Danzatori e musicisti secondo la tradizione del X secolo.

#### Stile Thap Mam
Dopo il X secolo la scuola artistica di Cham entrò in un lento declino. Sia l'architettura sia la scultura divennero stereotipate e sempre meno originali.
In coincidenza con il declino politico del regno dei Champa, il Thap Mam Style che si diffuse dall'XI secolo fino al XIV secolo mise in evidenza un lento ma costante ritorno ad un'arte schematica e primordiale, il cosiddetto formalismo ieratico, comprensivo di una grande semplificazione sia nel temi sia nell'esecuzione di forme e immagini.
Le figure umane si limitano ed essere presentate con un semplice torso o una testa fuoriuscita da un blocco di pietra.

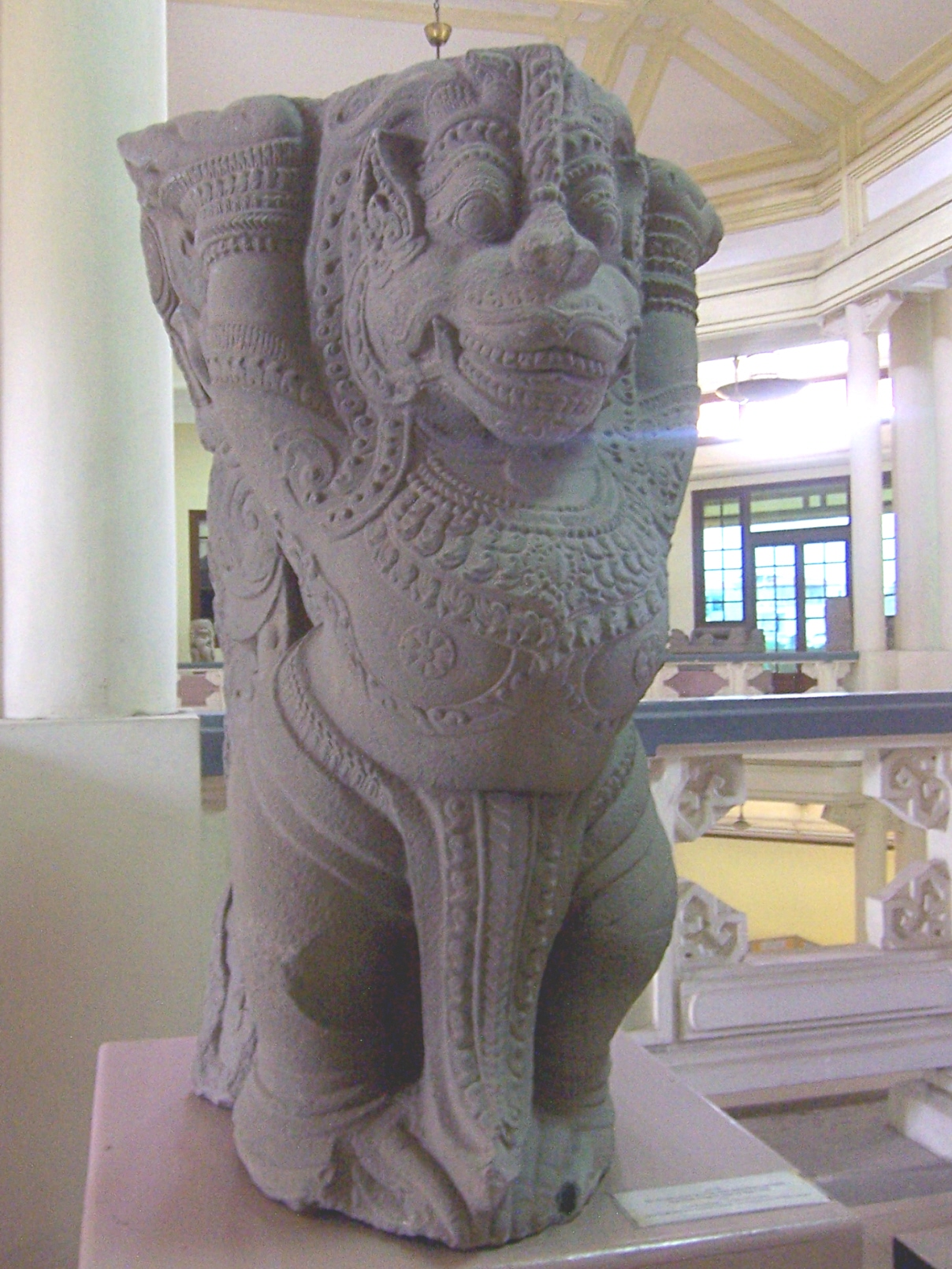
Leonino del XII secolo è un esempio dell'architettura atlas.
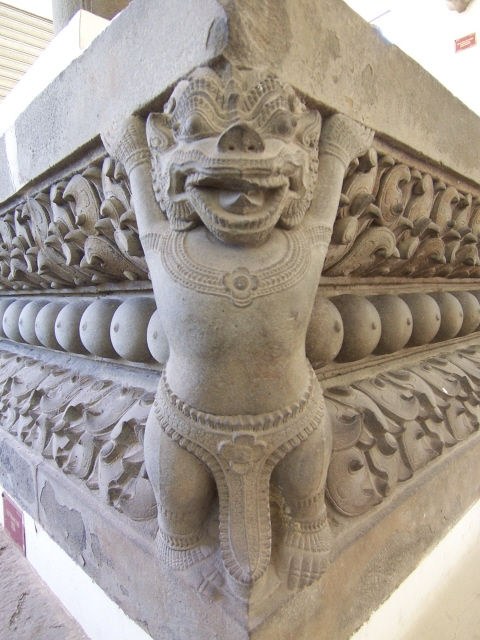
Altro esempio di leonino di architettura atlas.
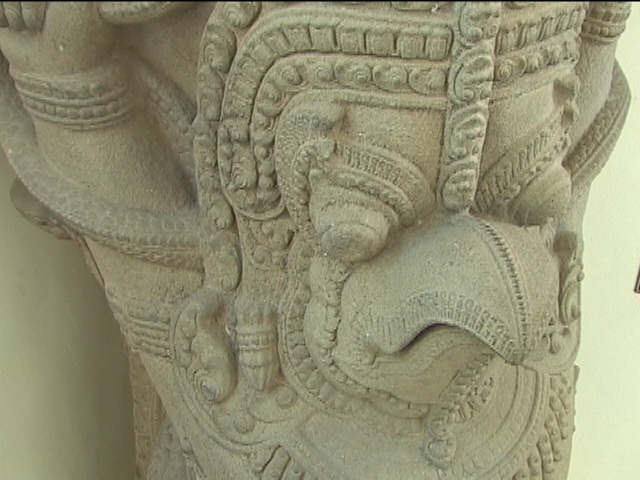
Scultura del XII secolo in stile Thap Mam che raffigura Garuḍa l'uomo-uccello.

## Resti archeologici

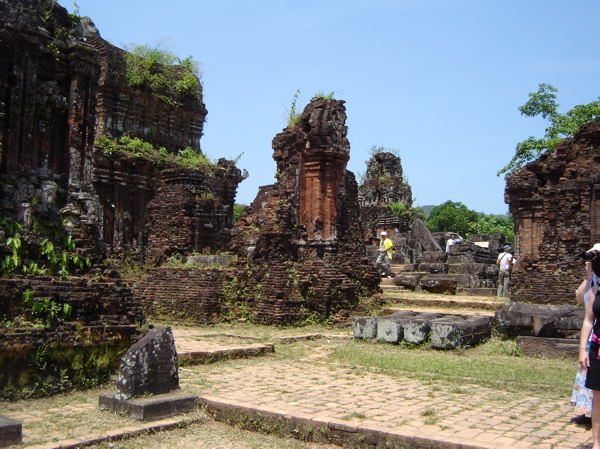
Mỹ Sơn è il sito in cui si conservano i resti più numerosi di edifici chăm.

Il sito più significativo per l'architettura templare chăm è Mỹ Sơn, nei pressi dell'odierna città di Hội An. Il complesso fu pesantemente danneggiato da un bombardamento statunitense durante la guerra del Vietnam ed è tuttora sottoposto a restauri, finanziati dalle donazioni di numerosi paesi e di organizzazioni non governative. Nel 2004 non era ancora stata completata la bonifica delle mine.
In altri siti nel Vietnam centrale rimangono diverse torri storiche, come quelle di Po Nagar e di Po Klaung Garai.
La maggiore collezione di sculture chăm si trova nel "Museo Danang della scultura chăm" (precedentemente "Museo Henri Parmentier"), creato nella città di Đà Nẵng nel 1915 dagli studiosi francesi. Altri musei che conservano oggetti chăm sono:
- Museo di belle arti di Hanoi
- Museo di storia di Hanoi
- Museo di belle arti di Saigon
- Museo Guimet di Parigi

## Le dinastie dei regni di Lâm Âp e Champa

### I dinastia
- 192- ? : Sri Mara
- 270 circa: Fan Hiong
- 284-336 circa: Fan Yi

### II dinastia
- 336-349: Fan Wen
- 349- ? : Fan Fo
- 377 circa: Bhadravarman I
- 380 - 413: Fan Hua-ta[46]

### III dinastia
- 420 circa: Fan Yang-mah[47]
- 510 circa: Devavarman
- 526/529: Vijayavarman

### IV dinastia
- 529 circa - ? : Rudravarman I
- 580-629: Śambhuvarman (Fan Fan-che)
- 630 circa - ? : Kanharpadharma
- ? - 645: Prabhāsadharma
- 645 - 653: Bhadreśvaravarman
- 653 - 680 circa: Prakāśadharma
- ? : Vikrântavarman I
- 685 - 730 circa: Vikrântavarman II
- 749/758 circa: Rudravarman II

### Dinastia di Panduranga
- 757 - 770 circa: Prithivîndravarman
- 774 - ?: Satyavarman
- 787 circa - 803 circa: Indravarman I
- 803 circa - dopo 809 circa: Harivarman I
- 820 - 850/860 circa: Vikrântavarman III

### Dinastia di Bhrigu
- 875 circa - ?: Indravarman II
- 896/898 - 903/905 circa: Jaya Simhavarman I
- ? : Jaya Saktivarman
- 905 - 910 circa: Bhadravarman II
- 911/918 - 959/971 circa: Indravarman III
- 971 - 982: Parameśvaravarman
- 982 - 986 Indravarman IV
- 986 - 988: Lu'u Ky-tong o Lu'u Kê Tong

### Dinastia di Indrapura
- 988 - 999: Harivarman II (Vijaya Shrî Harivarman)
- 999 - 1007: Yan Pu Ku (Vijaya Shrî Yan Pu Ku)
- 1010 circa: Harivarman III
- 1018 circa: Parasmesvaravarman II
- ? - 1030: Vikrantavarman II
- 1030 - 1044: Jaya Simhavarman II

### Dinastia di Vijaya
- 1044 - 1060: Jaya Parameśvaravarman I
- 1059/1060 - 1060/1061 circa: Bhadravarman III
- 1060/1061 - 1074 circa: Rudravarman III

### Dinastie del sud
- 1074 - 1081: Harivarman IV
- 1081 - 1086: Paramabodhisattva (usurpatore)
- 1081 - 1113: Jaya Indravarman II
- 1113 - 1138: Harivarman V
- 1138 - 1145: Jaya Indravarman III
  - 1145 - 1147: Harideva (viceré Khmer)
- 1147 - 1166: Jaya Harivarman I
- 1166 - 1167: Jaya Harivarman II
- 1167 - 1190: Jaya Indravarman IV (usurpatore)
- 1190 - 1191 a Vijaya: Surya Jayavarman
- 1191 - 1192 a Pandurang: Jaya Indravarman IV
- 1192 - 1203: Surya Jayavarman (ristabilito)
  - 1203 - 1220: occupazione Khmer
- 1226 - 1252: Jaya Parameśvaravarman II
- 1252 - 1257: Jaya Indravarman V
- 1257 - 1285: Jaya Indravarman VI
- 1285 - 1307: Simhavarman IV
- 1307 - 1313: Simhavarman V (Che Chi), o Jaya Siṃhavarman IV[48].?
- 1313 - 1318: Che Nang
- 1318 - 1342: Che Anan
- 1342 - 1352: Che Mo
- 1352 - 1360: Tra Hoa Bo-dê
- 1369 - 1390: Chê Bông-Nga (Che Bunga)
- 1390 - 1400: Simhavarman VI (La Khai)
- 1400 - 1441: Jaya Indravarman VII (Ngauk Klaung)
- 1441 - 1446: Vijaya (Bi Cai)
- 1446 - 1449: Qui Lai
- 1449 - 1458: Qui Do
- 1458 - 1460: Banla Tra Nguyet
- 1460 - 1471: Banla Tra Toan

### Dinastia Po (vassalli dei signori Nguyễn)
- 1696 - 1728: Po Saktirai da putih
- 1728 - 1730: Po Ganvuh da putih
- 1731 - 1732: Po Thuttirai
- 1735 - 1763: Po Rattirai
- 1763 - 1765: Po Tathun da moh-rai
- 1765 - 1780: Po Tithuntirai da paguh
- 1780 - 1781: Po Tithuntirai da parang
- 1783 - 1786: Chei Krei Brei
- 1786 - 1793: Po Tithun da parang
- 1793 - 1799: Po Lathun da paguh
- 1799 - 1832: Po Chong Chan